# 北古城
北古城，位于中国青海省湟源县城关镇，为第六批青海省文物保护单位，公布日期为1998年12月22日，类型为古遗址。
北古城的历史年代为东晋-唐。